# Charlotte Haldane
Charlotte Haldane (cognom de naixement, Franken; Sydenham, Londres, 27 d'abril de 1894 - 16 de març de 1969) va ser una escriptora feminista britànica que va participar en les Brigades Internacionals durant la Guerra Civil espanyola.
Charlotte Franken va néixer a Sydenham, Londres, en una família d'immigrants jueus. La seva mare era americana i el pare era un comerciant de pells alemany, que el 1906 va obrir una sucursal del seu negoci a Anvers, on tota la família es va traslladar. El projecte que ella tenia d'estudiar idiomes en una universitat es va truncar quan el negoci del seu pare va fer fallida. Aleshores, amb setze anys, va tornar a Londres, on va estudiar mecanografia i taquigrafia i va començar a treballar de secretària. Charlotte Franken es va descriure com una «feminista i sufragista» des dels setze anys. Durant la Primera Guerra Mundial els seus pares van ser confinats, però el 1915 els van permetre emigrar als Estats Units.
El 1918, Charlotte Franken es va casar amb Jack Burghes, amb qui va tenir un fill, Ronnie. El 1920 es va incorporar al Daily Express com a periodista. Va defensar la reforma del divorci, el treball professional de les dones casades i un accés més fàcil a la anticoncepció. El 1924 va entrevistar el biòleg JBS Haldane per al Daily Express; aviat es van fer amics i junts van crear una agència de notícies de ciència, a través de la qual difonien els nous avenços en ciència.
El 1926, Frankens va casar-se amb JBS Haldane, després de divorciar-se del seu primer marit. El mateix any, va escriure una novel·la distòpica de ciència-ficció, Man's World (Un món d'homes), ambientada en una societat governada per una elit científica masculina que controla el nombre de dones que neixen, segons les necessitats de l'època. A més, hi ha dues categories de dones segons les seves característiques físiques i psíquiques: les «mares» i les «castrades». De vegades s'ha comparat aquesta novel·la amb altres novel·les distòpiques del període d'entreguerres, com ara Un món feliç d'Aldous Huxley. Huxley, però, centra la seva novel·la en la classe social, mentre que Haldane ho fa en el gènere/sexe.
El seu llibre de 1927 Motherhood and Its Enemies (La maternitat i els seus enemics) va rebre crítiques pels seus atacs a solteres i sufragistes per «devaluar la maternitat» i provocar «antagonisme sexual entre homes i dones». Malgrat el feminisme de Charlotte Haldane, aquest llibre ha estat considerat antifeminista.
El 1937 Charlotte Haldane es va inscriure en el Partit Comunista de Gran Bretanya. Aleshores treballava com a redactora de la revista antifeixista Woman Today, que va dirigir a partir de 1939; era una publicació mensual del Comitè de Dones per la Pau i la Democràcia. En esclatar la Guerra Civil espanyola va mostrar la seva solidaritat per la causa republicana i va mostrar-se crítica amb el Govern britànic per la seva neutralitat. Va participar en activitats de captació de fons en nom de les Brigades Internacionals, i va ser secretària honorària del Comitè d'Ajuda a Dependents. A parís, sota el pseudònim de «Rita», va ser recepcionista de reclutes en representació del Partit Comunista. A finals de 1937 va fer de guia i intèrpret de Paul Robeson quan ell va recórrer Espanya durant la guerra. El fill del seu primer matrimoni, Ronny Burghes, també es va unir a les Brigades Internacionals, però la tardor de 1937 va ser ferit en un braç, i va tornar al Regne Unit.
Chalotte Haldane parlava anglès, alemany i francès i, a petició de la secció de dones de la Internacional Comunista, va col·laborar en l'organització del Congrés Internacional de Dones contra la Guerra i el Feixisme que es va celebrar a Marsella el maig 1938. Hi va participar activament, amb conferències en diverses llengües sobre «l'heroïsme i estoïcisme» de les dones espanyoles en la Guerra Civil. El mateix any va ser convidada a viatjar a la Xina, on va impartir algunes conferències.
El diari Daily Sketch va enviar Charlotte Haldane a Moscou per informar sobre el progrés dels soviètics en la defensa de la invasió alemanya de 1941 (anomenada Operació Barbarroja). Va ser testimoni de les protestes camperoles contra col·lectivisme agrari i es va desil·lusionar amb la defensa monolítica del comunisme soviètic, en el qual el seu marit encara creia, i defensava. De tornada a Londres va donar-se de baixa del Partit Comunista britànic.
Els Haldane es van divorciar el 1945, després de separar-se el 1942, però ja feia uns anys que el seu matrimoni no anava bé. Segons va descriure ella mateixa anys després, en tornar de la Xina ja considerava divorciar-se, però un divorci entre dos membres del Partit Comunista Britànic hauria estat un escàndol.
El 1942 va publicar Russian Newsreel, un llibre autobiogràfic que és una crònica del seu viatge a la URSS, però no hi parla dels motius pels quals va abandonar el Partit Comunista. L'any 1949 va publicar Truth will out, que,també era un llibre autobiogràfic. Hi parla de la seva militància comunista i diu que els membres del Partit han d'estar disposats a servir de meres eines per als objectius del partit, ja siguin bons o diabòlics. Sobre la visita a Espanya que va fer el 1933, amb Haldane —aleshores el seu marit— va escriure:
| «                                  | La pobresa era tràgica. Malament a Còrdova, pitjor a Granada, quasi universal a Sevilla. A tot arreu hi havia depressió econòmica, mental i física. Hi va haver molta oposició local a la República, dirigida i organitzada per l'Església. La incompetència idealista natural del Govern va ser encoratjada pel sabotatge sistemàtic de cada projecte intentat. La població obrera masculina era gairebé unànimement anarquista. La CNT i particularment la FAI van ser els partits revolucionaris més forts. El socialisme i el comunisme, o més aviat la desviació trotskista d'aquest credo polític, eren minoritaris. Però gairebé tota la població femenina estava fermament vinculada a la política de l'Església, sota el domini espiritual i polític dels capellans. Sota tota aquella bellesa i atractiu del paisatge, l'arquitectura, la tradició, el romanç, hi havia la remor del terratrèmol polític que havia d’arribar. | » |
| — Charlotte Haldane, Truh will out | |   |

En els dos llibres, però, va deixar clar que la seva intenció no era criticar la ideologia comunista, sinó l'estalinisme.
Va passar els seus últims anys escrivint biografies de diversos personatges històrics. Va morir el 16 de març de 1969 d'una pneumònia.
Tot i haver estat la primera dona corresponsal de guerra al Regne Unit, d'haver publicat més de cinc novel·les i tres obres autobiogràfiques el seu nom va quedar oblidat durant molt de temps. Fins i tot alguns resums biogràfics de J.B.S Haldane esmenten la seva segona esposa, però ometen el nom de Charlotte Haldane.